# 顾德诚
顾德诚（1926年3月—2012年10月8日），河南武陟人，1942年3月加入中国共产党。曾任泸州医专校长兼书记、泸州医学院院长兼党委书记，四川省卫生厅厅长兼华西医科大学党委书记，四川省七届人大常委会教科文卫委员会副主任。1993年12月离休。2012年10月8日，因病在成都逝世，享年86岁。

## 简历
他是泸州医学院的主要创建者。